# Convention baptiste de Namibie
La Convention baptiste de Namibie (anglais : Baptist Convention of Namibia) est une association chrétienne évangélique d'églises baptistes en Namibie. Elle est affiliée à l’Alliance baptiste mondiale. Son siège est situé à Windhoek. 

## Histoire
La Convention baptiste de Namibie a ses origines dans une mission sud-africaine de l’Union baptiste d'Afrique australe en 1961. Elle est officiellement fondée en 1984. Selon un recensement de l’association, en 2023 elle disait avoir 70 églises et 13,528  membres.